# Montreuil-en-Auge
Montreuil-en-Auge település Franciaországban, Calvados megyében. Lakosainak száma 65 fő (2022. január 1.). Montreuil-en-Auge Cambremer, Léaupartie, Manerbe, La Roque-Baignard, Saint-Ouen-le-Pin és Cambremer községekkel határos.

## Népesség
A település népességének változása:
| Lakosok száma | 51   | 42   | 42   | 49   | 50   | 52   | 57   | 64   | 66   | 65   |
|               | 1968 | 1982 | 1990 | 2006 | 2013 | 2015 | 2017 | 2019 | 2020 | 2022 |